# Ichigo Mashimaro
Ichigo Mashimaro (苺ましまろ lit. Malvavisco de fresa?) es una serie de manga escrita e ilustrada por Barasui. La serie fue escrita para la revista Dengeki Daioh en el 2002. Se emitió posteriormente una serie de anime en el 2005. Tres episodios de una nueva serie de anime OVA fueron emitidos en el 2007. Y en 2009, se lanzaron en DVD dos nuevas ovas más llamadas Ichigo Mashimaro Encore.

## Argumento
La historia se centra en las aventuras de cuatro niñas de primaria y la hermana mayor de una de ellas.

## Personajes
Nobue Ito (伊藤 伸恵 Itō Nobue?)
Seiyu: Hitomi Nabatame
Nobue es la mayor de los personajes principales. Ella es la hermana mayor de Chika, y por lo regular tiene la última palabra de todo. Muchas veces trata de pedirle prestado dinero a Chika para comprar cigarros. Nobue constantemente busca un trabajo de medio tiempo para ganar dinero y poder mantener su vicio de cigarro. Todas las niñas le llaman Onee-chan (お姉ちゃん, hermana mayor) aunque solo está emparentada con Chika. Aparentemente ella quiere más a Matsuri y Ana que a Chika y Miu, pero esto jamás se comprueba. En el manga es una niña de 16 años mientras que en el anime es una estudiante de universidad de 20 años. Este cambio se debe a sus vicios de cigarro y alcohol, que sólo son legales en Japón a partir de los 20 años.
Chika Ito (伊藤 千佳 Itō Chika?)
Seiyu: Saeko Chiba
Compañera de clase de su vecina Miu, Chika es una niña alegre, y es de todas la que más criterio tiene. Es la más normal de todas, aunque es algo temperamental. Sabe cocinar y hornear galletas. Miu a veces la llama "Rechoncha Chi"; A veces también la llaman Chi-chan o simplemente Chi. 
Miu Matsuoka (松岡 美羽 Matsuoka Miu?)
Seiyu: Fumiko Orikasa
Miu también tiene 12 años, es muy traviesa y algo problemática. Es amiga de la infancia de Chika, así como su vecina por lo que suele llegar a la casa de ella por el tejado y compañera de clase. Miu suele hacer comentarios bastante "aleatorios" y cómicos, así como también suele gastar bromas a Matsuri y a Ana. Tiene algo de envidia a Ana y Matsuri porque Nobue las prefiere. Le dicen "Micchan", y su cumpleaños es el 8 de septiembre. Le gusta el manga y odia hacer chistes y que nadie se ria, el pimiento, las setas y el perro de Ana.
Matsuri Sakuragi (桜木 茉莉 Sakuragi Matsuri?)
Seiyu: Ayako Kawasumi
Matsuri es una niña de 11 años. Usa gafas y tiene de mascota a un hurón llamado John. Tiene una personalidad muy tímida. Es compañera de clases de Ana, con quien rápidamente hace amistad, además de darle clases de inglés. Tiene pelo gris en el anime y blanco en el manga. 
Ana Coppola (アナ・コッポラ Ana Koppora?)
Seiyu: Mamiko Noto
Ana es una niña de 11 años originaria de Cornualles, Inglaterra, quien llegó a Japón cinco años antes de la serie, pero aparentemente se le ha olvidado el inglés. Al principio actúa como si solo hablara inglés, pero pronto Matsuri descubre que puede hablar japonés perfectamente. A Miu suele hacerle gracia que su nombre, Ana Coppola puede escribirse en kanji como "hoyo", "hueso", y "cueva" (穴骨洞?), y suele llamarla "Coppola-chan". Ana habla de una manera muy cortés y es bastante femenina. Su cumpleaños es el 18 de junio. Su mascota es un perro llamado Frusciante, en honor al guitarrista de los Red Hot Chili Peppers, John Frusciante.

## Episodios
1. "Birthday"
2. "Ana"
3. "House Call" 
4. "Part Time Job"
5. "Sleeping Together"
6. "Hot Day"
7. "Going to the Sea"
8. "Summer Festival"
9. "Growing Child"
10. "Flower"
11. "First Snow"
12. "Present"
OVAs
1."Scenery"
2. "The Usual"
3. "Everyday"
4. "Ichigo Mashimaro Encore OVA 01"
5. "Ichigo Mashimaro Encore OVA 02"